# Министерство коммерции Китайской Народной Республики
Министерство коммерции КНР, ранее Министерство внешней торговли и экономического сотрудничества (对外贸易 经济 合作 部), является исполнительным органом Госсовета КНР. Оно отвечает за разработку политики по вопросам внешней торговли, регулирования экспорта и импорта, прямых иностранных инвестиций, защиты прав потребителей, рыночной конкуренции и заключения двусторонних и многосторонних торговых соглашений.
Ответственность Министерства коммерции КНР включает в себя также содействие более тесному партнерству между экономиками особых административных районов: Гонконга и Макао, а также с экономикой остального Китая.
Было воссоздано в 2003 году, ему были переданы функции Госкомитета по делам экономики и торговли и Министерства внешней торговли и внешнеэкономического сотрудничества.

## Структура

### Департаменты
- внешнеэкономического сотрудничества
- справедливой импортной и экспортной торговли
- рынка экономического порядка
- Администрация иностранных инвестиций
- рыночных операций
- помощи иностранным государствам
- договорно-правовых вопросов ВТО
- торговли услугами
- рыночной системы
- Специализированный
- коммерческой реформы
- по делам Азии
- Западной Азии и африканским делам
- Американским делам и делам Океании
- международных торгово-экономических вопросов
- Тайвань, Гонконг и Макао
- по общим экономическим вопросам
- внешней торговли
- электромеханических товаров и промышленности в сфере науки и технологии
- административно-корпоративного обслуживания
- Главное управление
- человеческих ресурсов
- политических исследований
- Финансовый
- исследований травм
- Управление переговорами
- по делам пенсионеров
- Комитет Коммунистической Партии
- контроля дисциплины и следственной группы
- Бюро по надзору дисциплины